# John William Alcock

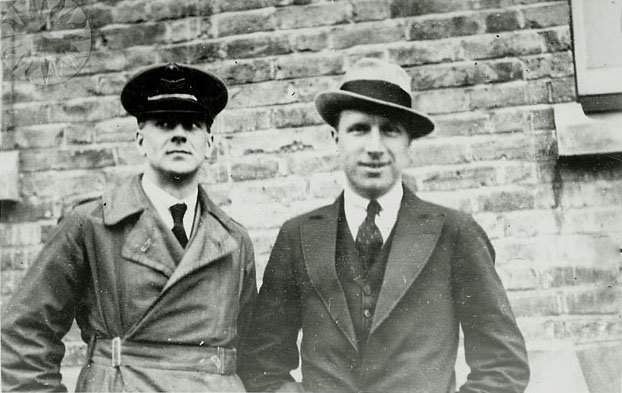
Alcock (derecha) con Arthur Brown en 1919

John William Alcock (Stretford, Mánchester, Inglaterra, 5 de noviembre de 1892-Ruan, Francia, 18 de diciembre de 1919) fue un aviador británico. Siendo capitán en la RAF, pilotó en compañía del navegante Arthur Whitten Brown el primer vuelo transatlántico sin escalas en junio de 1919, desde Terranova hasta Irlanda.

## Semblanza
Alcock nació en 1892 en Seymour Grove, Stretford, una ciudad del actual Municipio metropolitano de Trafford, en el condado de Gran Mánchester, Inglaterra. Se interesó por volar a la edad de 17 años. Su primer trabajo fue en la Empress Motor Works en Mánchester. En 1910 se convirtió en asistente del director Charles Fletcher, uno de los primeros aviadores de Mánchester, y de Norman Crossland, un ingeniero de motores fundador del Aero Club de Mánchester. Fue durante este período cuando Alcock conoció al francés Maurice Ducrocq, que era piloto de demostración y representante de ventas para el Reino Unido de los motores de aviación fabricados por el italiano Spirito Mario Viale.
Ducrocq contrató a Alcock como mecánico en el aeródromo de Brooklands, Surrey, donde aprendió a volar en la escuela de Ducrocq, obteniendo su licencia de piloto en noviembre de 1912. Alcock se incorporó a Sunbeam como piloto de carreras de aeroplanos. En el verano de 1914 era lo suficientemente competente como para competir en la carrera de ida y vuelta entre Hendon-Birmingham-Mánchester, volando en un biplano Farman. Aterrizó en el aeródromo de Trafford Park y voló de nuevo a Hendon en el mismo día.
Se convirtió en un piloto experimentado durante la Primera Guerra Mundial, aunque fue derribado durante un bombardeo y hecho prisionero en Turquía. Después de la guerra, Alcock quería continuar su carrera en aviación por lo que aceptó el reto de intentar ser el primero en cruzar el Atlántico.
El 14 de junio de 1919, acompañado por el navegante Arthur Whitten Brown, despegó de la localidad canadiense de St Johns a las 13.45 (hora local), aterrizando en Derrygimla, Irlanda,  16 horas y 12 minutos después, el 15 de junio de 1919, después de volar 3186 km. El vuelo se realizó en un bombardero Vickers Vimy modificado, ganando el premio de 10 000 libras ofrecido por el periódico londinense Daily Mail para el primer vuelo sin escalas a través del Atlántico.
Unos días después del vuelo, Alcock y Brown fueron nombrados caballeros (Sir) por el rey Jorge V.
Estuvo presente en el Museo de Ciencias de Londres el 15 de diciembre de 1919, cuando el Vimy fue presentado a la nación. Tres días después estaba volando en un nuevo avión Vickers anfibio, el Viking Tipo 54, hacia la primera exhibición aeronáutica posterior a la guerra que se celebraría en París, cuando se estrelló en la niebla cerca de Normandía al tocar un árbol con el ala de su aeroplano. Murió antes de que pudiera recibir asistencia médica, con tan solo 27 años de edad.